# Acanthagrion floridense
Acanthagrion floridense är en trollsländeart som beskrevs av Fraser 1946. Acanthagrion floridense ingår i släktet Acanthagrion och familjen dammflicksländor. Inga underarter finns listade i Catalogue of Life.